# 3490 Šolc
3490 Šolc este un asteroid din centura principală, descoperit pe 20 septembrie 1984 de Antonín Mrkos.